# Misumenops obesulus
Misumenops obesulus är en spindelart som beskrevs av Willis J. Gertsch och Louie Irby Davis 1940. Misumenops obesulus ingår i släktet Misumenops och familjen krabbspindlar. Inga underarter finns listade i Catalogue of Life.